# Trosartiklerne (Sidste Dages Hellige)
 For alternative betydninger, se Trosartikel (flertydig).
Trosartiklerne er 13 artikler eller vers, som blev skrevet af Joseph Smith i 1842 på baggrund af mormonapostlen Orson Pratts pamflet, An Interesting Account of Several Remarkable Visions, fra 1841, for at vise, hvad hans nystiftede religion troede på. Trosartiklerne benyttes stadig i redigeret form som et bekendelsesskrift af Jesu Kristi Kirke af Sidste Dages Hellige, som er den største af de over 100 nutidige mormonske trossamfund, trosartiklerne udgør ligeledes en del af deres religiøse kanon, og findes i deres hellige skrift Den Kostelige Perle. Børn opfordres generelt til at lære trosartiklerne udenad, inden de fylder 8 år, som er aldersgrænsen for, hvor tidligt man må blive døbt i mormonkirken.

## Indhold
Den moderne udgave af trosartikel nr. 4 indeholder tilføjelsen evangeliets første principper, som blev tilføjet i 1902. 
I 1850 var der endnu en trosartikel mellem nr. 7 og nr. 8, som lød således: 
Vi tror på det evige evangeliums kræfter og gaver, nemlig trosgaven, evnen til at skelne mellem ånder, til at profetere, modtage åbenbaringer og syner, helbrede, tale i tunger, forståelse af det der tales i [andre] tunger, visdom, næstekærlighed, broderlig kærlighed osv.. 
Bemærk at ordet evangilist ikke bruges i Mormonkirken, men bruges i Kristi Samfund om dem, der i Mormonkirken kaldes patriarkker.
Her gengives de 13 trosartikler i deres fulde tekst, som fundet i den nuværende udgivelse af Den Kostelige Perle:
- 1. "Vi tror på Gud, den evige Fader, og på hans Søn, Jesus Kristus, og på Helligånden."
- 2. "Vi tror, at menneskene vil blive straffet for deres egne synder og ikke for Adams overtrædelse."
- 3. "Vi tror, at hele menneskeheden i kraft af Kristi forsoning kan blive frelst ved lydighed mod evangeliets love og ordinancer."
- 4. "Vi tror, at evangeliets første principper og ordinancer er: 1) tro på Herren Jesus Kristus, 2) omvendelse, 3) dåb ved nedsænkning i vand til syndernes forladelse, 4) håndspålæggelse for Helligåndsgaven."
- 5. "Vi tror, at en mand må kaldes af Gud ved profeti og ved håndspålæggelse af dem, der har myndighed dertil, for at kunne prædike evangeliet og forrette dets ordinancer."
- 6. "Vi tror på den samme organisation, som fandtes i den oprindelige kirke, nemlig apostle, profeter, hyrder, lærere, evangelister og så videre."
- 7. "Vi tror på tungemålsgaven, profeti, åbenbaring, syner, helbredelse, udlægning af tungemål og så videre."
- 8. "Vi tror, at Bibelen er Guds ord, for så vidt som den er rigtigt oversat; vi tror også, at Mormons Bog er Guds ord."
- 9. "Vi tror på alt, hvad Gud har åbenbaret, alt, hvad han nu åbenbarer, og vi tror, at han endnu vil åbenbare mange store og vigtige ting andgående Guds rige."
- 10. "Vi tror på den bogstavelige indsamling af Israel og på genrejsningen af de ti stammer, at Zion (Det Ny Jerusalem) skal blive bygget på det amerikanske kontinent, at Kristus personligt skal regere på jorden, og at jorden skal blive fornyet og få sin paradisiske herlighed."
- 11. "Vi kræver ret til at tilbede Gud den Almægtige i overensstemmelse med vor egen samvittigheds bud og indrømmer alle mennesker den samme ret – lad dem tilbede hvorledes, hvor eller hvad de vil."
- 12. "Vi tror, at vi må indordne os under konger, præsidenter, herskere og øvrighedspersoner med hensyn til at adlyde, ære og holde loven."
- 13. "Vi tror, at vi skal være ærlige, pålidelige, kyske, velgørende, dydige, og at vi skal gøre godt mod alle mennesker; faktisk kan vi sige, at vi følger Paulus' formaning: Vi tror alt, vi håber alt, vi har udholdt meget og håber at kunne udholde alt. Hvis noget er dydigt, elskeligt, værd at tale godt om eller rosværdigt, så tragter vi efter det."